# Mähtechnik

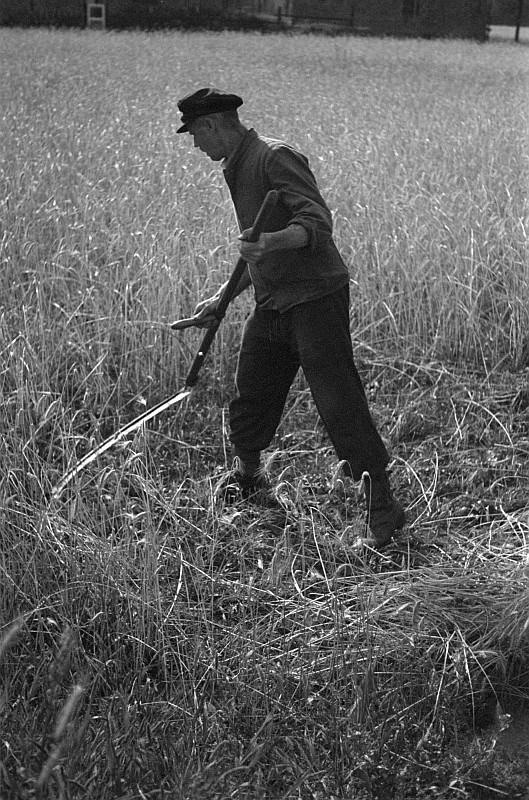
Roggenernte mit einer Sense (1945)

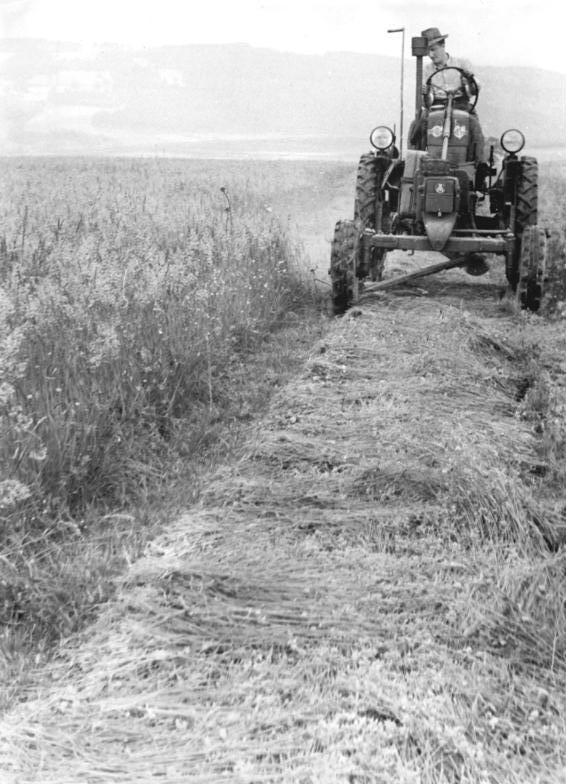
Heuernte mit Mähbalken (1958)

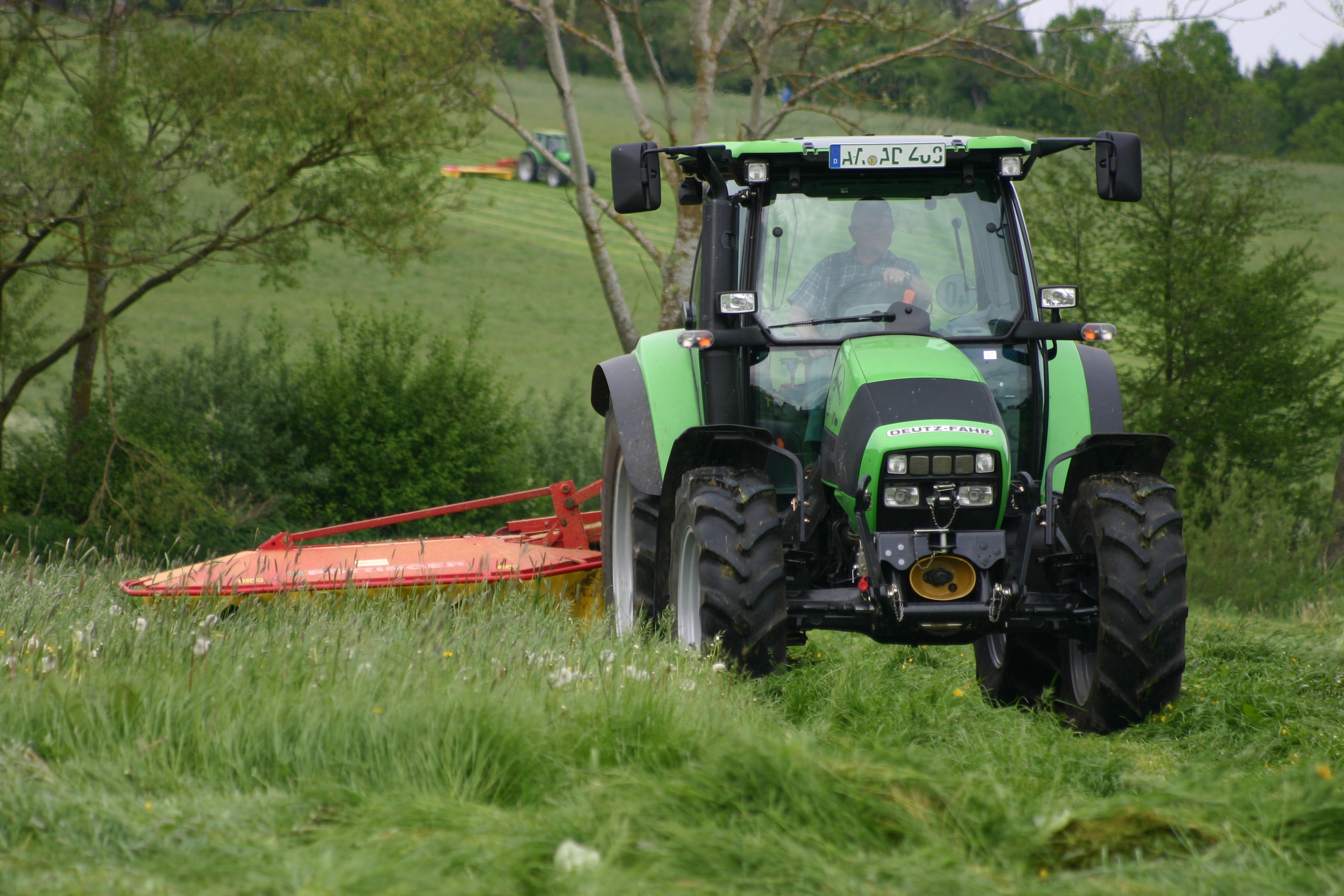
Heuernte mit einem Kreiselmähwerk (2006)

Die Mähtechnik beschreibt die technischen Geräte, die zum Mähen von Gras, Getreide oder anderen Früchten benötigt werden, wobei die Wurzeln als Ernterückstand auf der Fläche verbleiben und eventuell wiederaustreiben. Fachsprachlich wird diese Tätigkeit auch als „die Mahd“ bezeichnet.

## Geschichte
In der Frühzeit benutzte der Mensch Erntemesser, Sichel und Sense als Schneid- und Erntewerkzeug. Mit Aufkommen der Industrialisierung wurde zuerst der Mähbalken entwickelt, der seit den 1970er Jahren vor allem in der Grünlandbewirtschaftung von den rotierenden Mähgeräten verdrängt wurde.

## Mähverfahren
- Beim Scherenschnitt wird das Mähgut von einer Schneide eines Messers oder Klinge gegen eine Gegenschneide gedrückt und abgeschnitten. Der Vorteil dieser Technik liegt in der sauberen Schnittkante an der verbleibenden Pflanze, was zu einem Wachstumsvorteil gegenüber anderen Mähmethoden führt. Typische Vertreter dieser Schneidtechnik sind der
  - Balkenmäher mit
    - Fingermähwerk oder
    - Doppelmesserbalken und das

  - Spindelmähwerk.

- Beim freien Schnitt wird auf eine Gegenschneide verzichtet und das Mähgut aufgrund der Umlaufgeschwindigkeit eines rotierenden Messers und der Trägheit der Pflanze geschnitten. Auch die Sense ist in diese Kategorie einzuordnen. Der Nachteil dieser Technik ist, dass das Mähgut bei unscharfen Schneiden abgeschlagen wird und keine saubere Schnittkante entsteht. Es sind jedoch hohe Flächenleistungen mit dieser Schnitttechnik möglich.
  - Kreiselmähwerke,
  - Schlegelmähwerke,
  - Sichelmäher und
  - Motorsensen arbeiten nach diesem Prinzip.

## Arbeitsbreiten
Während der Mähbalken im Grünlandbereich üblicherweise eine Arbeitsbreite von bis zu 2 m aufweist, erreicht er in Schneidwerken von Mähdreschern eine Breite von bis zu 15 m.
Kreiselmäher erreichen in der Grünlandbewirtschaftung Arbeitsbreiten von 4 m als Einzelmaschine. In der Kombination mehrerer Mähwerke an einem Trägerfahrzeug über 10 m.

## Kraftbedarf
Der Leistungsbedarf von Balkenmähwerken liegt bei etwa 2 kW pro Meter Arbeitsbreite, wohingegen bei rotierenden Mähwerken der Bedarf bei Kreiselmähwerken bei etwa 7 kW und bei Schlegelmähern bei etwa 22 kW pro Meter Arbeitsbreite liegt.

## Auswirkungen verschiedener Mähtechnik auf die Tierwelt
Aufgrund der Funktionsweise der rotierenden Mähgeräte beim freien Schnitt sind deren Auswirkungen auf die Tierwelt deutlich größer als bei schneidenden Techniken. Der Wirkbereich eines Scheibenmähers ist bereits mehr als doppelt so groß wie beim Balkenmäher und der eines Trommelmähwerks sogar um das Fünffache höher. So zeigte sich bei Versuchen, dass dementsprechend beim freien Schnitt mehr Tiere verletzt oder getötet wurden als bei einer schneidenden Mahd.
In Bezug auf den Einfluss von Mahdgeräten auf die Tierwelt zeigte sich die folgende Zunahme der Schädigung für die Tierwelt: Hand-Motorbalkenmäher -> Schlepper-Balkenmähwerke -> Sensen -> Trommel-/Scheibenmähwerke -> Mähwerke mit Konditionierern -> Mulchgeräte.
Nachgeschaltete Konditionierer, welche das Mähgut direkt nach dem Schnitt knicken oder quetschen, um den Trocknungsprozess zu beschleunigen, erhöhten in allen Fällen deutlich das Verletzungsrisiko für die Wiesentiere.
Für schneidende Werkzeuge werden zudem folgende Vorteile angegeben:
- Schnellere Regeneration der Pflanzen
- Keine Futterverschmutzung bei der Rinderhaltung
- Einfacher Schnitt, dadurch keine Verluste durch Doppelschnitte
- Verminderte Unfallgefahr (keine weggeschleuderten Fremdkörper)
- Geringere Gefährdung für Insekten, Amphibien und Wildtiere
- Niedriger Energiebedarf (da keine Spitzenbelastungen des Motors und gegebenenfalls mit niedrigerer Nenndrehzahl betreibbar)[1]